# Soborno

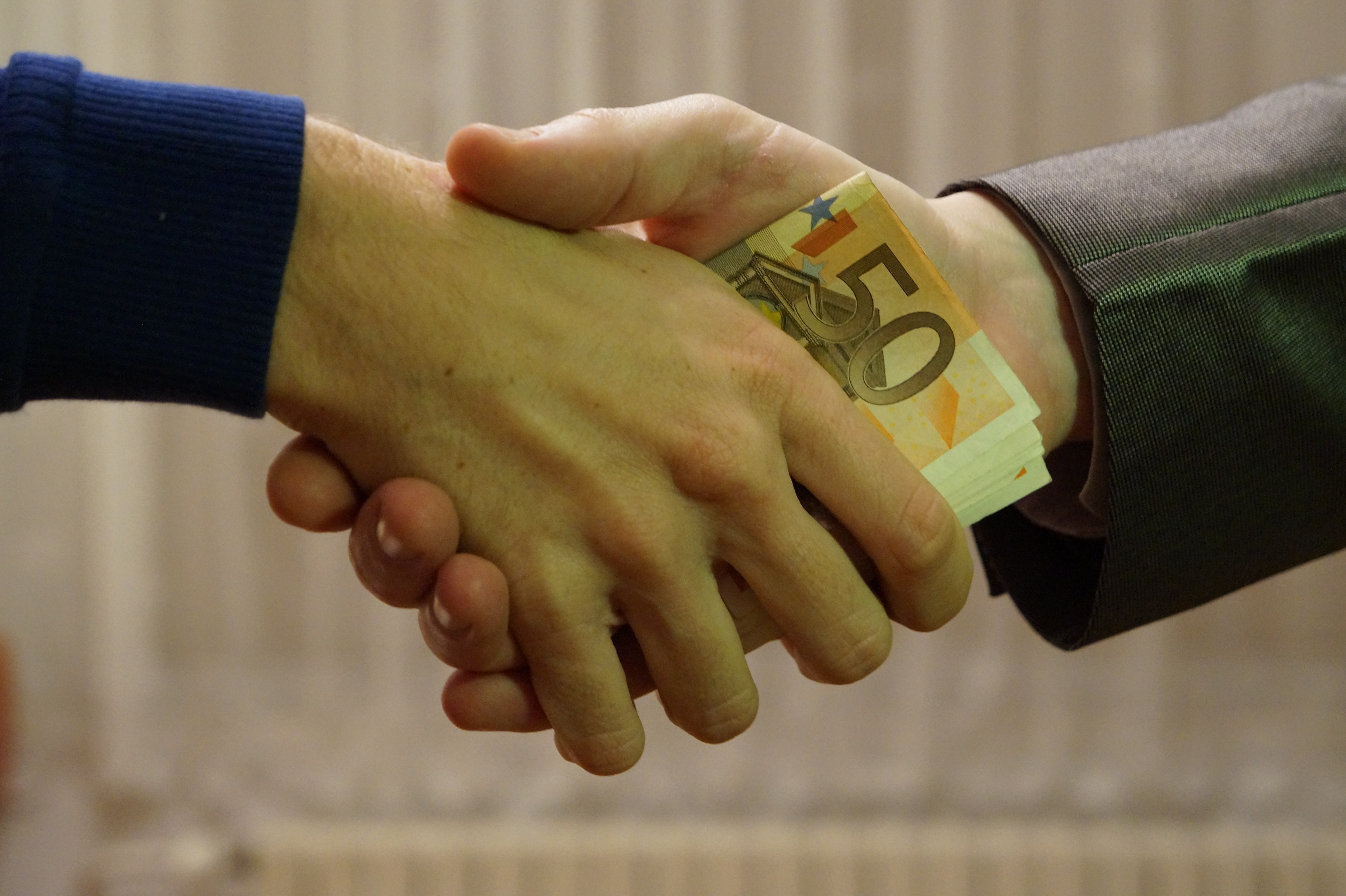
Dar dinero para influir en el comportamiento de una persona es una forma de soborno o cohecho.

El soborno o también conocido como cohecho, coima o  mordida, en el ámbito del derecho, es un delito que consiste en el ofrecimiento de una dádiva a una autoridad o funcionario público a cambio de realizar u omitir un acto inherente a su cargo. Es ofrecer algo a cambio de establecer un dominio corrupto fuera del orden, con el fin de establecer propios intereses sin importar daños.

## Etimología
La palabra soborno procede por derivación regresiva del verbo sobornar y este viene del latín subornare (proveer o equipar por debajo, es decir a escondidas).
En el derecho romano la palabra cohecho propiamente dicha no existe, es locución española (cofecho) basada en elementos latinos. Engloba como asociados algunos términos como prevaricación, corrupción, venalidad, colusión, concusión y otros conceptos.

## Cohecho en el ámbito público

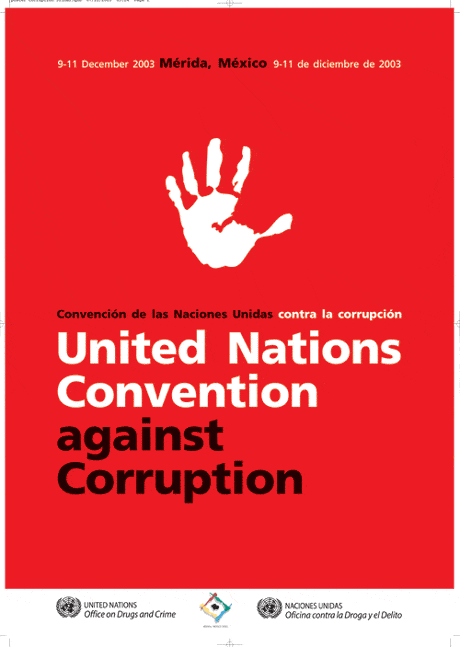
Convención de las Naciones Unidas contra la Corrupción

El cohecho es simple si el funcionario público acepta una remuneración para cumplir con un acto debido por su función o calificado si recibe una dádiva para obstaculizar el cumplimiento de un acto o no llevarlo a cabo, ya sea dicho acto constitutivo o no de delito. 
Por ejemplo, un automovilista puede sobornar a un oficial de la policía para no extenderle un parte por exceso de velocidad, un ciudadano que realiza trámites puede sobornar a un empleado público por un servicio más rápido, una compañía constructora puede sobornar a un funcionario para conceder un contrato, etc.
La persona que ofrece la dádiva o que acepta el pedido de ella comete el delito de cohecho pasivo. En Chile, se distingue el Soborno, como el delito que comete un particular que le ofrece o consiente dar a un empleado público un beneficio económico indebido, y como Cohecho, el delito que comete el servidor o funcionario público que lo acepta.
En este delito se considera que el bien tutelado es la administración pública.
La corrupción política es un fenómeno universal que se presenta con mayor frecuencia en los países en desarrollo. Se ha definido como el abuso de cargos públicos con el propósito de obtener ganancias privadas ilegítimas. Adopta muchas formas, como el fraude electoral, el soborno, la malversación de fondos, entre otras. La naturaleza sigilosa de la corrupción la vuelve difícil de combatir, ya que suele existir muy poca información sobre la identidad de los corruptos. Además, en muchos países, las instituciones que monitorean la corrupción son ellas mismas corruptas, y los medios de comunicación son ineficaces en denunciar dichos actos. 
Escasas evaluaciones se han realizado en los países en desarrollo, recibiendo especial atención dos tipos de intervención anticorrupción: la divulgación pública de información sobre corrupción y las campañas de movilización electoral contra el fraude electoral. Ambas han tenido más éxito en controlar la corrupción cuando hay votos en juego. Por su parte, se debe tomar en cuenta la dinámica del poder local y las percepciones de la población, las cuales influyen en cuan activamente los ciudadanos participen en tales iniciativas. Asimismo, es clave el apoyo gubernamental a las intervenciones, ya que de esto puede depender el éxito de los programas.

## Soborno entre particulares
En un lenguaje menos técnico se suele utilizar la palabra soborno con un sentido más amplio ya que además del cohecho abarca la acción de pedir u ofrecer dádivas entre particulares para obtener que el sobornado realice un acto u omisión ilegítimo. Un ejemplo es el del empleado de una empresa privada que acepte la dádiva de un tercero para inclinar en su favor una decisión de su empleador como puede ser la concreción de un contrato. 
Las legislaciones pueden o no considerar esta conducta como delito penal, y si lo hacen el bien protegido sería el derecho de propiedad. Desde el punto de vista laboral la aceptación o exigencia de un soborno constituye una falta laboral grave.
Se ha aprobado el 13 de noviembre de 2009 una modificación en el Código penal de España que tipifica como delito el soborno entre particulares.

## Antigua Roma
Entre las varias leyes asimiladas, por considerarse en los ámbitos de lo falso y lo público, estaban:
Intrigas:
- Petelia prohibía los tratos y juntas que se hicieran para conseguir los puestos.
- Cornelia Fulvia ordenó que los votos no se comprasen con dádivas y regalos.
- Bebia Emilia a aquellos que para alcanzar puestos se valieran de liberalidades.
- Acilia Calpurnia estatuyó que los censurados por ambición o compra de votos no pudiesen obtener ninguna magistratura en la ciudad.
- Aufidia declaró perturbadores a aquellos que tenían parcialidades o que dividían a las familias.
- Licinia refrenaba a quienes buscaban apoyos para fomento de sus pretensiones.
- Julia Ambitu fue muy célebre contra los manejos o intrigas empleados para obtener las magistraturas en cualquier lugar del imperio, privaba por cinco años de los cargos a los que con dádivas pretendían los puestos.

Contemplaban la concusión:
- Servilia, Cecilia, Cornelia y Acilia.

Leyes Julia de peculado, concusión  y cohecho promulgadas por César: 
- Peculado enunciaba dos delitos: el robo de dinero público cometido por los administradores y el sacrilegio o robo de cosa sagrada en lugar sagrado.
- Pecunis residuis para los que indebidamente retenían las rentas públicas o hubiesen distraído los fondos públicos confiados.
- Repetendarum publicada contra todo juez o funcionario que recibiese dinero u otra cosa por no cumplir con el deber natural a su cargo.